# Jacob Burnet

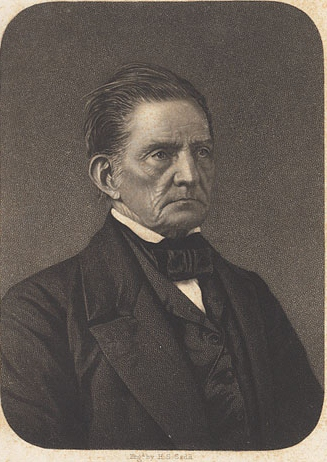
Jacob Burnet

Jacob Burnet (* 22. Februar 1770 in Newark, Province of New Jersey; † 10. Mai 1853 in Cincinnati, Ohio) war ein US-amerikanischer Politiker für die Nationalrepublikaner aus Ohio, ein Sohn von William Burnet. Sein Bruder David G. Burnet zählte zu den ersten Politikern in der Republik Texas.

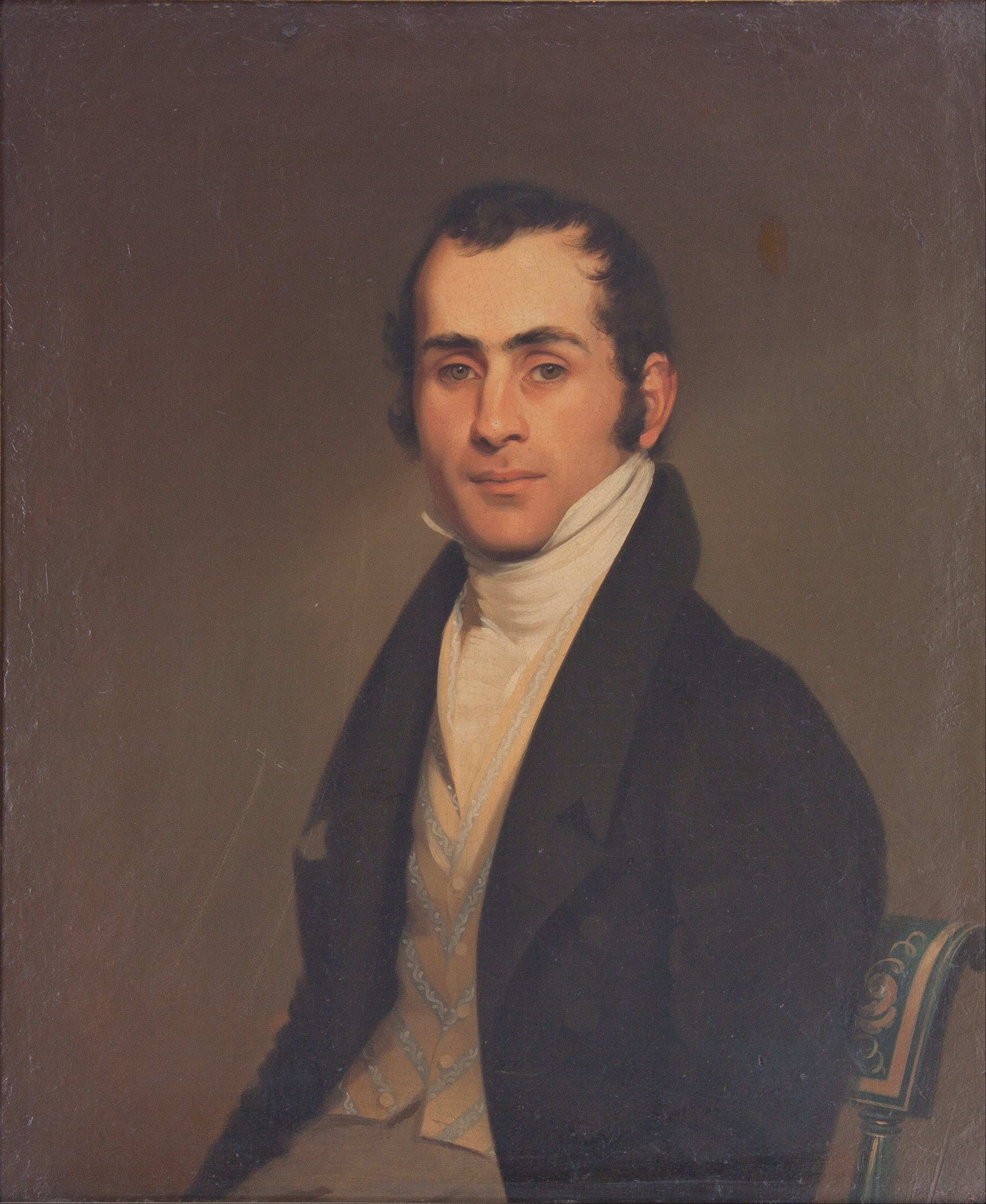
Jacob Burnet

Nachdem Jacob Burnet 1791 am College of New Jersey seinen Abschluss in Rechtswissenschaften gemacht hatte, zog er 1796 ins Nordwestterritorium nach Cincinnati, um dort als Anwalt tätig zu werden. 1814 wurde er in das Repräsentantenhaus von Ohio gewählt und diente dort für zwei Jahre. Von 1821 bis 1828 arbeitete er als Associate Judge am Supreme Court of Ohio.
1828 wurde er in den US-Senat gewählt, um den freigewordenen Sitz von William Henry Harrison zu besetzen. Er diente insgesamt drei Jahre bis 1831, trat aber nicht mehr für eine Wiederwahl an. Er wurde 1831 durch die Regierungen von Kentucky und Virginia in eine Kommission berufen, die einen Disput der beiden Bundesstaaten bezüglich der von Kentucky beschlossenen Verjährungsfristen beilegen sollte. Burnet widmete sich danach wieder der Anwaltstätigkeit und war später Präsident des Cincinnati College und des Medical College of Ohio.
Er starb im Jahr 1853 in Cincinnati.